# Filip (Aspenäsätten)
Filip, möjligen Birgersson, svensk storman, nämnd som avliden 1279, då han var begravd i Vårfruberga kloster. Filip räknas som stamfar till Aspenäsätten.

## Biografi
Filip var troligen identisk med Filip Birgersson som omnämns i Vårfruberga klosters jordbok.

### Familj
Filip var gift med Cecilia Knutsdotter (Bjälboätten), dotter till Knut jarl. De fick tillsammans barnen en dotter som var gift med lagmannen Filip Törnesson (Hjorthorn) i Närkes lagsaga, dominus Johan Filipsson (Aspenäsätten), Birger Filipsson (Aspenäsätten) och Ingegärd Filipsdotter (Aspenäsätten) som var gift med Karl Tjälfvesson (Fånöätten).